# Campeonato Europeo Sub-18 1953
El Campeonato Europeo Sub-18 1953 se jugó del 31 de marzo al 6 de abril en Bélgica y contó con la participación de 16 selecciones juveniles de Europa y por primera vez participó una selección no europea (Argentina).
Hungría venció en la final a Yugoslavia para ganar el torneo por primera vez.

## Participantes
| - Argentina (invitado) - Austria - Bélgica (anfitrión) - Inglaterra - Francia - Alemania | - Hungría - Luxemburgo - Países Bajos - Irlanda del Norte - Irlanda | - Sarre - España - Suiza - Turquía - Yugoslavia |

## Primera ronda
| Equipo 1     | Resultado | Equipo 2          |
| ------------ | --------- | ----------------- |
| Bélgica      | 0-2       | Inglaterra        |
| Alemania     | 3-2       | Argentina         |
| Suiza        | 0-4       | Hungría           |
| Países Bajos | 0-1       | Irlanda           |
| Luxemburgo   | 4-3       | Austria           |
| Sarre        | 0-5       | España            |
| Francia      | 0-1       | Turquía           |
| Yugoslavia   | 5-1       | Irlanda del Norte |

## Cuartos de final

### 9-16
| Equipo 1  | Resultado | Equipo 2          |
| --------- | --------- | ----------------- |
| Austria   | 1-2       | Francia           |
| Suiza     | 1-2       | Países Bajos      |
| Bélgica   | 4-3       | Irlanda del Norte |
| Argentina | 7-0       | Sarre             |

### 1-8
| Equipo 1   | Resultado | Equipo 2   |
| ---------- | --------- | ---------- |
| Irlanda    | 0-4       | Hungría    |
| España     | 5-1       | Alemania   |
| Luxemburgo | 0-3       | Turquía    |
| Yugoslavia | 1-1 (M)   | Inglaterra |

## Semifinales

### 13-16
| Equipo 1 | Resultado | Equipo 2          |
| -------- | --------- | ----------------- |
| Suiza    | 3-1       | Austria           |
| Sarre    | 6-5       | Irlanda del Norte |

### 9-12
| Equipo 1  | Resultado | Equipo 2     |
| --------- | --------- | ------------ |
| Francia   | 0-3       | Países Bajos |
| Argentina | 4-1       | Bélgica      |

### 5-8
| Equipo 1   | Resultado | Equipo 2   |
| ---------- | --------- | ---------- |
| Inglaterra | 3-1       | Alemania   |
| Irlanda    | 3-2       | Luxemburgo |

### 1-4
| Equipo 1   | Resultado | Equipo 2 |
| ---------- | --------- | -------- |
| Turquía    | 0-2       | Hungría  |
| Yugoslavia | 3-1       | España   |

## Partidos Finales

### 15º Lugar
| Equipo 1 | Resultado | Equipo 2          |
| -------- | --------- | ----------------- |
| Austria  | 1-2       | Irlanda del Norte |

### 13.erlugar
| Equipo 1 | Resultado | Equipo 2 |
| -------- | --------- | -------- |
| Suiza    | 2-21      | Sarre    |

1- Sarre se negó a jugar el tiempo extra.

### 11º Lugar
| Equipo 1 | Resultado | Equipo 2 |
| -------- | --------- | -------- |
| Bélgica  | 4-3       | Francia  |

### 9º Lugar
| Equipo 1  | Resultado | Equipo 2     |
| --------- | --------- | ------------ |
| Argentina | 3-1       | Países Bajos |

### 7º Lugar
| Equipo 1   | Resultado | Equipo 2 |
| ---------- | --------- | -------- |
| Luxemburgo | 3-2       | Alemania |

### 5º Lugar
| Equipo 1 | Resultado | Equipo 2   |
| -------- | --------- | ---------- |
| Irlanda  | 0-2       | Inglaterra |

### 3º Lugar
| Equipo 1 | Resultado | Equipo 2 |
| -------- | --------- | -------- |
| Turquía  | 3-2       | España   |

## Final
| Equipo 1   | Resultado | Equipo 2 |
| ---------- | --------- | -------- |
| Yugoslavia | 0-2       | Hungría  |

## Campeón
| Eurocopa Sub-18 1953 |
| -------------------- |
| Bandera de Hungría   |
| Hungría 1º Título    |